# Meteorus lal
Meteorus lal är en stekelart som beskrevs av Nixon 1943. Meteorus lal ingår i släktet Meteorus och familjen bracksteklar. Inga underarter finns listade i Catalogue of Life.